# 社会正义战士
社会正义战士（英語：Social Justice Warrior，通常縮寫為；或稱正義魔人）是一个贬义词语，指以极端主义态度支持女性主義、環保、民权、进步主义、多元文化主義和身份認同政治等观点并以激进但选择性（即专挑无反抗资源或途径、甚至没有参与抗议议题的目标作为骚扰对象）的手段积极参与社会运动的个人。指责一个人为社会正义战士带有指责其寻求主观验证而非任何深层次的信念的意味，并且借助参与虚伪的社会正义讨论或行动主义以提高个人声誉。在中文網路中也存在相近詞語，例如臺灣網路用語的「覺青」、「小草」、香港的「左膠」，與中国大陆的「白左」。
该词汇作为一个中性或正面的术语起源于20世纪后期，指投身社会正义运动的人们。2011年，这一词汇第一次出现在Twitter上时，含义从最初的正面转变为压倒性的负面。在玩家门争议中，愈來愈多的人將該詞作為負面詞彙來使用，並特別使用在針對那些极度支持社会自由主义、多元文化主义、女权运动以及其他政治正确觀點的人士。
現在此术语已进入流行文化，例如2014年发行的戲仿角色扮演游戏“社会正义战士”。

## 起源
1824年时“社会正义”是指社会层面的公正。Abby Ohlheiser 在华盛顿邮报中写到“社会正义战士”在过去曾是褒義詞彙，并提供了一个可以追溯到1991年的例子。她引用牛津大学出版社的美国字典负责人马丁·凯瑟琳说过的话：“所有我见过的直到最近的用例都是在恭维某人”。华盛顿邮报认为，从20世纪90年代到21世纪该詞彙一直被以正面的态度来使用。在2015年10月这篇文章出版时，马丁说对于该詞彙“词典编纂者没有进行对其最早引用的完整研究”。音樂電視網的 Kristina Marusic 指出，早在该词被以消极方式使用前，“社会正义战士”被用来指圣雄甘地和马丁·路德·金来描述他们为实现社会正义作出的努力。

## 贬义使用
根據凯瑟琳·马丁的說法，该詞彙的涵义从2011年左右从基本正面转向压倒性的负面，当时它在Twitter上首次被用作一种侮辱性詞彙。同年城市词典中也出现该词汇。该词在玩家门争议中，變得以負面的涵義來使用為主，玩家门的支持者喜欢用该词来描述其观点的反对者。在互联网和电玩游戏文化中，该詞彙与玩家门争议和更宽泛的文化战争后果具有广泛的联系，其中包括2015年影响了雨果奖的悲伤小狗运动。该词的贬义用法流行于网站Reddit和4chan。
使用该词被描述为试图贬低成为SJW的人的动机，暗示其动机是“主观验证而非出于任何深层的信念。”
负面含义特别针对那些进步主义、文化包容性或女性主義观点的信奉者。根據Vice杂志的說法，称某人是社會正義戰士的指責暗示了他虛偽地參與社會正義的論述或行動以提高自己的個人聲望。Vice 杂志观察到：“这个术语可以非常方便地用来反驳提到性别歧视的女性。”该杂志这样评价该术语的使用：“问题是，那不是真正存在的一类人。它只是一种反驳任何提到社会正义的人的方法——而且那些人经常是女性主義者。”David French认为，社会正义战士们的目标被基督教保守主义者所反对。
该术语通常被网上讨论的参与者用于对女性主義的批评。《新文学史》期刊中的一篇文章描述了他们的网上行为模式：“他们往往将对所见事物的个人批评当作一种类型：‘社会正义战士’，即认为女性主義者非理性、道貌岸然、抱有偏见、自我夸耀的刻板印象。”
在2015年8月，贬义词“社会正义战士”和另外几个词语被加入牛津词典。在对该词词源的讨论中，马丁概述了该词和“政治正确”一词贬义使用的相似性，认为相似性在于都是用来诋毁，他指出“已知的（进步主义政治）的正统观念激起了那些认为自己言论受到管制的人的反弹。”

## 在流行文化中
2014年5月，这一概念被纳入一个戲仿角色扮演游戏社会正义战士。社会正义战士游戏由 Nonadecimal Creative 开发，包括参与网路辩论对抗作出种族主义或其他挑衅性评论的网路山怪，对抗方式是选择不同的反应，如“‘用你的逻辑驳倒他们的言论，反复发送他们的信息招来他人攻击，或进行人身攻击。”用户可以选择角色类别；游戏过程涉及用户理智和声誉的变化。这个游戏2015年2月在遊戲平台Steam上发售。
游戏创作者埃里克·福特解释说，这个游戏的目的是培养批判性思维，没有“意在表明种族主义、性别歧视或其他攻击性的评论不应该出现在网上。我们的目标是鼓励批判性思维，考虑对于现实世界中的社会正义战士而言这件事可以如何更有效和低成本地完成。”他评论道：“一旦你走上纠正网路上陌生人的每个不正确言论的道路，唯一的必然结果会是，你的耐心被挫折所耗尽，你的声誉被山怪的诽谤或自己的行为毁掉，或者你会因厌恶而放弃。”
女星凯特琳·巴洛描述她在2016年美国喜剧《教师》中的角色为社会正义战士。巴洛解释说：“我扮演Cecilia Cannon，她是超级脆弱的嬉皮社会正义战士，总是试图拯救这个世界，无论人们关心与否。而且她总是将她的左翼观点推广给她的学生们。”
荷里活報道的记者莱斯利·戈德堡和凯特·斯坦霍普在2016年3月提到女星 Isabella Gomez 在Netflix翻拍的 One Day at a Time 中扮演艾琳娜，一个自我认同为社会正义战士的角色。戈德堡和斯坦霍普写道：“一个骄傲的书呆子、理想主义者和社会正义战士，艾琳娜固执己见，不害怕说出自己的想法。”
艾利·羅斯在推广他的电影食人煉獄时说：“我想写一部关于现代行动主义的电影。我看到很多人想要关注和帮忙，但总的来说我觉得人们真的不希望使自己的生活不便。我看到很多人只是在社交媒体上作出反应。这些社会正义战士。‘这是错的，这是错的，这是错的。’而他们只是发推特和转推。他们实际上没有做任何事。或者你看到有人涉足他们真的不是非常了解而又为之疯狂的事。我要拍一部像那样的人们的电影。”